# 1980年夏季奧林匹克運動會摔跤比賽
1980年夏季奥林匹克运动会摔跤比赛于7月20日至31日在苏联莫斯科CSKA体育中心举行，比赛共分20个小项，古典式和自由式各10个小项，所有项目均为男子项目。

## 奖牌得主

### 自由式
| 项目          | 金牌                                | 银牌                                 | 铜牌                                        |
| 48公斤级      | 克劳迪奥·波利奥 · 意大利（ITA）     | Jang Se-Hong · 朝鲜（PRK）           | Sergei Kornilayev · 苏联（URS）             |
| 52公斤级      | 阿纳托利·别洛格拉佐夫 · 苏联（URS） | 瓦迪斯瓦夫·斯泰齐克 · 波兰（POL）    | Nermedin Selimov · 保加利亚（BUL）          |
| 57公斤级      | 谢尔盖·别洛格拉佐夫 · 苏联（URS）   | Li Ho-Pyong · 朝鲜（PRK）            | Dugarsürengiin Oyuunbold · 蒙古（MGL）      |
| 62公斤级      | Magomedgasan Abushev · 苏联（URS）  | Miho Dukov · 保加利亚（BUL）         | Georgios Hatziioannidis · 希腊（GRE）       |
| 68公斤级      | Saipulla Absaidov · 苏联（URS）     | Ivan Yankov · 保加利亚（BUL）        | 沙班·塞迪乌 · 南斯拉夫（YUG）               |
| 74公斤级      | Valentin Raychev · 保加利亚（BUL）  | Jamtsyn Davaajav · 蒙古（MGL）       | 达恩·卡拉宾 · 捷克斯洛伐克（TCH）           |
| 82公斤级      | 伊斯梅尔·阿比洛夫 · 保加利亚（BUL） | Magomedkhan Aratsilov · 苏联（URS）  | 科瓦奇·伊什特万 · 匈牙利（HUN）             |
| 90公斤级      | Sanasar Oganisyan · 苏联（URS）     | 乌韦·诺伊珀特 · 东德（GDR）          | 亚历山大·齐洪 · 波兰（POL）                 |
| 100公斤级     | Illya Mate · 苏联（URS）            | Slavcho Chervenkov · 保加利亚（BUL） | 尤利乌斯·斯特尔尼斯科 · 捷克斯洛伐克（TCH） |
| 100公斤以上级 | Soslan Andiyev · 苏联（URS）        | 鲍洛·约瑟夫 · 匈牙利（HUN）          | 亚当·桑杜尔斯基 · 波兰（POL）               |

### 古典式

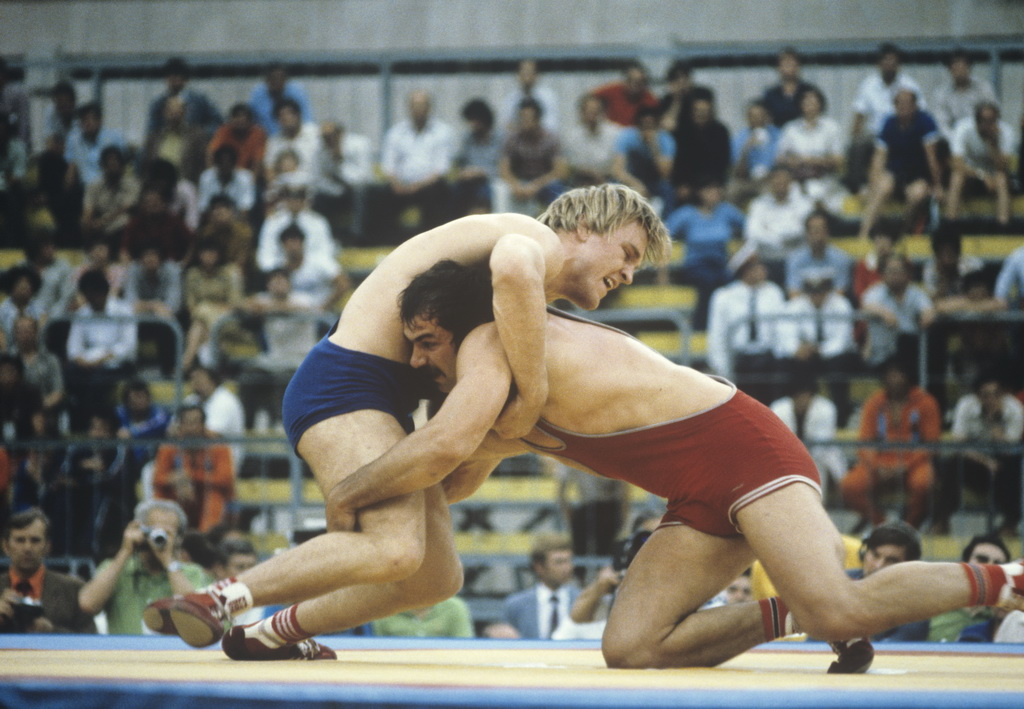
1980年夏季奥运会，Illya Mate（苏联，红色）和Július Strnisko（捷克斯洛伐克，蓝色）。俄罗斯新闻社照片

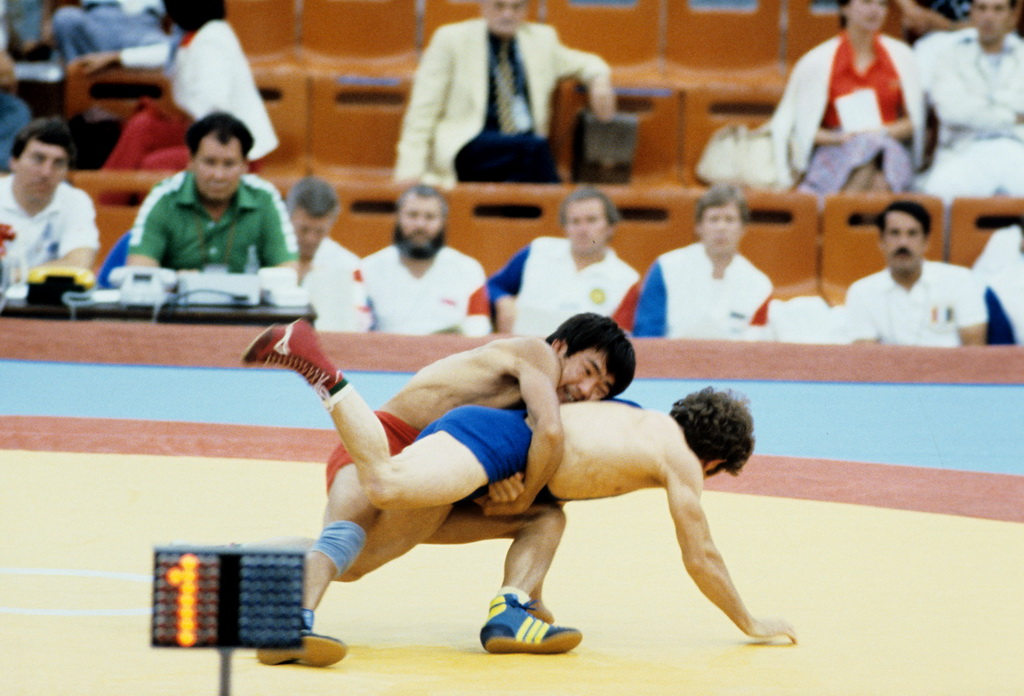
1980年夏季奥运会，扎克瑟雷克·乌什克姆皮罗夫（苏联，红色）和Pavel Hristov（保加利亚，蓝色）。俄罗斯新闻社照片

| 项目          | 金牌                                    | 银牌                                  | 铜牌                               |
| 48公斤级      | 扎克瑟雷克·乌什克姆皮罗夫 · 苏联（URS） | 康斯坦丁·亚历山德鲁 · 罗马尼亚（ROU） | 谢雷什·费伦茨 · 匈牙利（HUN）      |
| 52公斤级      | Vakhtang Blagidze · 苏联（URS）         | 拉茨·拉约什 · 匈牙利（HUN）           | Mladen Mladenov · 保加利亚（BUL）  |
| 57公斤级      | Shamil Serikov · 苏联（URS）            | 约瑟夫·利平 · 波兰（POL）             | 本尼·永贝克 · 瑞典（SWE）          |
| 62公斤级      | Stelios Mygiakis · 希腊（GRE）          | 托特·伊什特万 · 匈牙利（HUN）         | Boris Kramarenko · 苏联（URS）     |
| 68公斤级      | 斯特凡·鲁苏 · 罗马尼亚（ROU）           | 安杰伊·苏普龙 · 波兰（POL）           | 拉尔斯-埃里克·舍尔德 · 瑞典（SWE） |
| 74公斤级      | 科奇什·费伦茨 · 匈牙利（HUN）           | Anatoly Bykov · 苏联（URS）           | 米科·胡赫塔拉 · 芬兰（FIN）        |
| 82公斤级      | Gennadi Korban · 苏联（URS）            | 扬·多乌戈维奇 · 波兰（POL）           | Pavel Pavlov · 保加利亚（BUL）     |
| 90公斤级      | 内韦尼·诺贝特 · 匈牙利（HUN）           | Ihar Kanyhin · 苏联（URS）            | 彼得·迪库 · 罗马尼亚（ROU）        |
| 100公斤级     | Georgi Raikov · 保加利亚（BUL）         | 罗曼·别尔瓦 · 波兰（POL）             | 瓦西里·安德烈 · 罗马尼亚（ROU）    |
| 100公斤以上级 | 亚历山大·科尔钦斯基 · 苏联（URS）       | Aleksandar Tomov · 保加利亚（BUL）    | Hassan Bechara · 黎巴嫩（LIB）     |

## 奖牌榜
| 排名                      | 国家 / 地区               | 金牌 | 銀牌 | 銅牌 | 总计 |
| ------------------------- | ------------------------- | ---- | ---- | ---- | ---- |
| 1                         | 苏联（URS）               | 12   | 3    | 2    | 17   |
| 2                         | 保加利亚（BUL）           | 3    | 4    | 3    | 10   |
| 3                         | 匈牙利（HUN）             | 2    | 3    | 2    | 7    |
| 4                         | 罗马尼亚（ROU）           | 1    | 1    | 2    | 4    |
| 5                         | 希腊（GRE）               | 1    | 0    | 1    | 2    |
| 6                         | 意大利（ITA）             | 1    | 0    | 0    | 1    |
| 7                         | 波兰（POL）               | 0    | 5    | 2    | 7    |
| 8                         | 朝鲜（PRK）               | 0    | 2    | 0    | 2    |
| 9                         | 蒙古（MGL）               | 0    | 1    | 1    | 2    |
| 10                        | 东德（GDR）               | 0    | 1    | 0    | 1    |
| 11                        | 瑞典（SWE）               | 0    | 0    | 2    | 2    |
| 11                        | 捷克斯洛伐克（TCH）       | 0    | 0    | 2    | 2    |
| 13                        | 芬兰（FIN）               | 0    | 0    | 1    | 1    |
| 13                        | 黎巴嫩（LIB）             | 0    | 0    | 1    | 1    |
| 13                        | 南斯拉夫（YUG）           | 0    | 0    | 1    | 1    |
| 总计（共15个国家 / 地区） | 总计（共15个国家 / 地区） | 20   | 20   | 20   | 60   |

## 参赛国家和地区
本赛共有来自35个国家和地区的266名运动员参加：
| - 阿富汗（8） - 阿尔及利亚（3） - （3） - 奥地利（5） - 比利时（3） - 保加利亚（20） - 喀麦隆（6） - 古巴（10） - 捷克斯洛伐克（8） |  | - 丹麦（2） - 东德（9） - 芬兰（8） - 法国（2） - 英国（6） - 希腊（5） - 匈牙利（19） - 印度（6） - 伊拉克（9） |  | - 意大利（6） - 黎巴嫩（1） - 墨西哥（2） - 蒙古（13） - 尼日利亚（1） - 朝鲜（3） - 秘鲁（2） - 波兰（20） - 罗马尼亚（20） |  | - 塞内加尔（3） - 苏联（20） - 西班牙（2） - 瑞典（8） - 瑞士（1） - 叙利亚（17） - 越南（5） - 南斯拉夫（10） |